# Love Letter (juego de naipes)
Love Letter es un juego de mesa de cartas de roles ocultos de ambientación medieval. Fue creado en 2012 por Seiji Kanai. El juego transcurre en el imaginario reino de Tempest. La reina ha sido apresada y se encuentra encarcelada acusada de alta traición. Su hija, la princesa Annette, llena de pena se encierra en palacio, negándose a salir. Pretendientes de todo el reino llegan con la intención de cortejarla y devolverle la alegría. Los pretendientes intentan hacer llegar  cartas de amor a la princesa a través de personajes de la corte, que actúan de intermediarios. 

## Desarrollo del juego
Hay un mazo central del que cada jugador roba una carta en su turno. Cada jugador comienza con una carta en su mano, la cual nunca revelará a nadie. Al comienzo del turno de cada jugador, este roba una carta del mazo central. Después debe descartar una de las dos cartas que tiene en la mano, ponerla delante de él, y aplicar el efecto que produce la carta al descartarse. Después le tocará a los demás jugadores sucesivamente. El objetivo del juego es ir eliminando al resto de jugadores para ganar la ronda. Al ganar la ronda se recibe una prenda como ganador de la misma. Dependiendo del número de jugadores el ganador debe de haber ganado un número determinado de rondas para ser el vencedor de la partida.

## Reedición
En el año 2019 se saca una edición revisada del juego con unos pequeños cambios. Los principales son la inclusión de dos cartas nuevas, Canciller y Espía, con el consiguiente aumento a 6 jugadores. Entre otras novedades es el nuevo diseño de las cartas y del cambio de las prendas, que de cubos rojos pasan a ser fichas con forma de moneda.

## Premios
- Juego del Año. 2014
- Origin Awards. Juego tradicional de cartas. 2014
- Guldbrikken. Mejor juego para Familia. 2014
- Golden Geek. Mejor juego de Mesa de innovación. 2014
- Golden Geek. Mejor Party game. 2014
- Golden Geek. Mejor juego de mesa para Familia. 2014
- Golden Geek. Mejor juego de mesa de cartas. 2013
- Japan Boargame Prize Voter's Selecction. 2012